# American Stories
Pour plus de détails, voir Fiche technique et Distribution.
American Stories (Pawn Shop Chronicles) est un film américain réalisé par Wayne Kramer et écrit par Adam Minarovich, sorti en 2013.
Parmi les acteurs du film figurent Paul Walker, Matt Dillon, Brendan Fraser, Vincent D'Onofrio et Chi McBride. L’histoire se concentre autour d’un mont-de-piété. Pawn Shop Chronicles raconte trois chroniques successives liées à des achats dans de ce mont-de-piété.

## Synopsis
Le format de style de bande dessinée, et raconté sous la forme de trois séquences, transporte le spectateur au Sud des États-Unis, où le drapeau confédéré flotte encore bien haut. Un mont-de-piété tenu par Alton et fréquenté par Johnson, achète et revend des objets insolites non sans conséquences.
Chaque section s'articule autour d'un objet vendu ou acheté à la boutique de prêteur sur gages : un fusil, une bague et un médaillon.
Tout commence lorsque Vernon, un plouc sudiste un peu idiot, décide de vendre un fusil pour quelques dollars afin de remplir son réservoir d'essence et rejoindre ainsi ses deux comparses tout aussi stupides ; Raw Dog et Randy. Les trois compères prévoyaient une attaque à main armée, pour voler un laboratoire de méthamphétamine. Mais sans arme, leur plan va devoir être modifié.
Le film se poursuit avec un homme de passage dans la ville avec sa nouvelle compagne. Au mont-de-piété, il y trouve une bague qui avait appartenu à sa première femme mystérieusement disparue. Il part aussitôt à sa recherche.
Enfin, la vie d'un imitateur d'Elvis Presley, has been et sans le sou, qui clôture l'histoire par un concert où se retrouvent enchevêtrées les trois chroniques.

## Fiche technique
- Titre original : Pawn Shop Chronicles
- Titre français : American Stories[1]
- Réalisateur : Wayne Kramer
- Scénario : Adam Minarovich
- Photographie : Jim Whitaker
- Montage : Sarah Boyd
- Musique : The Newton Brothers
- Production : Jordan Schur, Paul Walker, David Mimran et Nick Thurlow
- Sociétés de production : Anchor Bay Films et Mimran Schur Pictures
- Société de distribution : Anchor Bay Films
- Pays de production :  États-Unis
- Langue originale : anglais
- Durée : 112 minutes
- Date de sortie :
  - États-Unis : 12 juillet 2013
  - France : 12 mars 2014[1] (directement en DVD)

## Distribution
- Paul Walker : Raw Dog
- Brendan Fraser : Ricky
- Vincent D'Onofrio : Alton
- Elijah Wood : Johnny Shaw
- Matt Dillon : Richard
- Kevin Rankin : Randy
- Norman Reedus : Stanley
- Chi McBride : Johnson
- DJ Qualls : JJ
- Pell James : Cyndi
- Lukas Haas : Vernon
- Sam Hennings : Virgil
- Ashlee Simpson : Theresa
- Michael Cudlitz : Ben
- Thomas Jane : The Man

## Production
Le film a été filmé à Bâton-Rouge, Louisiane, en juin 2012. Les scènes de carnaval ont été filmées à William and Lee Park à Port Allen, Louisiane,.

## Accueil
Le film recueille 12 % de critiques favorables, avec une note moyenne de 3,3/10 et sur la base de 17 critiques collectées, sur le site Rotten Tomatoes.